# Lactuca viminea
Lactuca viminea é uma espécie de planta com flor pertencente à família Asteraceae. 
A autoridade científica da espécie é J. Presl & C. Presl, tendo sido publicada em Flora Čechica 160. 1819.

## Portugal
Trata-se de uma espécie presente no território português, nomeadamente os seguintes táxones infraespecíficos:
- Lactuca viminea subsp. chondrilliflora - presente em Portugal Continental. Em termos de naturalidade é nativa da região atrás referida. Não se encontra protegida por legislação portuguesa ou da Comunidade Europeia.
- Lactuca viminea subsp. viminea - presente em Portugal Continental. Em termos de naturalidade é nativa da região atrás referida. Não se encontra protegida por legislação portuguesa ou da Comunidade Europeia.